# 尧生镇
尧生镇，是中华人民共和国陕西省铜川市宜君县下辖的一个乡镇级行政单位。

## 行政区划
尧生镇下辖以下地区：
西舍村、郭寨村、车村、尧生村、思弥村、桃村、孟家庄村、南寨地村、北寨地村、王尧科村、孟皇村、走马梁村、东舍村、雷塬村、犁洼坪村、梁河村、岭里村、蔡道河村、栓马村、尹村、新生村、皇后村、唐家塬村、李家河村、八丈塬村、桐花塬村、英家塬村、九寺村、关地坪村和杨柳塬村。